# Markteconomie
Een markteconomie, ook wel vrije markteconomie, is een economisch systeem waarin de meeste goederen door de producenten voor de consumptie door anderen worden gemaakt en worden verdeeld via een systeem van handel (op de letterlijke of spreekwoordelijke markt). De prijs van een product wordt in een markteconomie waar onvervalste concurrentie heerst bepaald door vraag en aanbod.
Deze vorm van economie kan ontstaan bij sterke specialisatie en arbeidsverdeling, die een dusdanig overschot opleveren dat distributie van dit overschot noodzakelijk wordt. Men is hier in tegenstelling tot in een bestaanseconomie slechts in zeer beperkte mate zelfvoorzienend. 

## Geschiedenis
De meeste geschiedkundigen zijn van mening dat markteconomieën zich relatief laat in de geschiedenis ontwikkelden. Er zou voor het eerst min of meer sprake van zijn geweest in het Oude Griekenland in de 5e of 4e eeuw v. Chr. De moderne markteconomie met een marktwerking die de hele samenleving domineert ontstond echter op z'n vroegst ten tijde van de industriële revolutie, of volgens sommige opvattingen zelfs pas in de loop van de 20e eeuw.